# 孔达 (春秋)
孔达（？—前595年），姞姓，孔氏，中国春秋时期卫国国卿，又称孔庄叔，在卫成公时期执政。

## 生平
城濮之战後，卫国倒向晋国，但晋国侮辱卫成公等一些做法侵害了卫国的利益。前626年，孔达率兵侵晋，前625年，被晋国所执。前623年，晋国将孔达放回。之后，孔达在前618年带兵参加晋国主导的援救被楚国入侵的郑国的行动，前610年带兵参加晋国主导的讨伐公子鲍（宋文公）弑杀宋昭公的行动。前597年，晋楚邲之战之后，宋国讨伐楚国的盟国陈国，卫国孔达救援陈国，得罪了晋国。前595年，在晋国的压力下，孔达请死，卫穆公杀死孔达。孔达有子孔穀。